# シックストゥエルブ
シックストゥエルブ (6 TWELVE) は、アメリカ合衆国のコンビニエンスストアである。

## 概要
アメリカのマサチューセッツ州でセブンイレブンのオーナーをしていた男性が、2017年にフランチャイズ契約を打ち切りボストン市のブロードウェイにオープンしたコンビニである。オープンした理由は、ホットフードを必ず置いておかなければならない、というセブンイレブンの決まりに不満を持ったからである。そのため、シックストゥエルブではホットフードを販売していない。